# Bistum Porto-Santa Rufina
Das Bistum Porto-Santa Rufina (lateinisch Dioecesis Portuensis-Sanctae Rufinae, italienisch Diocesi suburbicaria di Porto-Santa Rufina) ist ein suburbikarisches Bistum und gehört der Kirchenprovinz Rom an. Es liegt nordwestlich des Bistums Rom. Es umfasst die Gemeinden Fiumicino, Cerveteri, Ladispoli, Santa Marinella, Riano, Castelnuovo di Porto und große Teile der römischen Municipio XI, XII, XIII, XIV und XV (außerhalb des römischen Autobahnrings). Das Bistum hat 55 Pfarreien, welche in fünf Dekanate unterteilt sind.

## Geschichte
Das Bistum entstand 1119 durch die Vereinigung der im Latium liegenden Bistümer Porto und Santa Rufina (heute der römische Stadtteil Selva Candida) und wurde seitdem unter dem Namen „Porto und Santa Rufina“, ab dem 30. September 1986 unter dem heutigen Namen Porto-Santa Rufina geführt.
Das Bistum Porto, benannt nach der antiken Hafenstadt Portus Romae in der näheren Umgebung von Rom, war im 3. Jahrhundert gegründet worden.
Am 12. Februar 2022 verfügte Papst Franziskus die Vereinigung des Bistums Porto-Santa Rufina in persona episcopi mit dem Bistum Civitavecchia-Tarquinia. Bischof der so vereinigten Bistümer wurde der bisherige Bischof von Civitavecchia-Tarquinia, Gianrico Ruzza, der das Bistum bereits seit Mai 2021 als Apostolischer Administrator verwaltet hatte. Am 20. Februar 2022 nahm er das Bistum in Besitz.

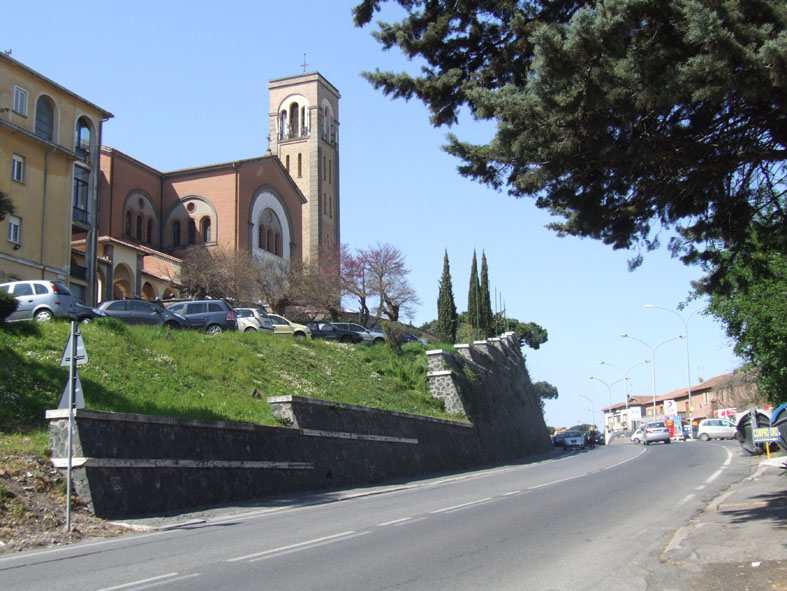
Kathedrale oberhalb der Via Cassia

## Kathedrale
Bischofskirche ist seit 1950 die Kathedrale Sacri Cuori di Gesù e Maria im römischen Stadtteil La Storta. Zuvor war es die heutige Konkathedrale Santi Ippolito e Lucia in Borgo di Porto.